# Sofia Nerbrand
Christina Sofia Nerbrand, född 16 september 1973 i Stockholm, är en svensk opinionsbildare och journalist. 
Sofia Nerbrand är sedan den 1 februari 2021 politisk redaktör på liberala Kristianstadsbladet. Sedan den 1 februari 2022 är hon även politisk redaktör på Norra Skåne, som slagits ihop med Kristianstadsbladet.    

## Biografi
Nerbeand började sin bana som ledarskribent på Dagens Nyheter, VLT och VK under 1998 samt redaktör (tillsammans med Peter Wolodarski) för Liberal Debatt 1999–2002. Hon var ledamot i Liberala ungdomsförbundets förbundsstyrelse i slutet av 1990-talet, och satt i Lunds kommunfullmäktige för Folkpartiet Liberalerna mellan 1994 och 1999. Hon har även arbetat som politisk handläggare på Folkpartiets riksdagskansli under ett år (1999). Hon har inte varit partipolitiskt aktiv sedan 2002. 
2000-2002 var hon projektledare på Reforminstitutet. Mellan 2002 och 2005 var hon redaktör och redaktionssekreterare vid tidskriften Axess. Därefter grundade hon det liberala samhällsmagasinet Neo, vilket hon sedan drev som chefredaktör, vd och ansvarig utgivare.
Hon var även fristående kolumnist i Svenska Dagbladet under sju år, och under en tid krönikör i Ystads Allehanda. Mellan mars 2011 och december 2014 var hon chefsstrateg för femklövermajoriteten i Region Skåne. Hon har även varit ordförande för den liberala tankesmedjan Bertil Ohlininstitutet, ledamot i den liberala och gröna tankesmedjan Fores styrelse och redaktör i Säkerhetsrådet i Svenska Dagbladet. Sofia Nerbrand är redaktör för boken "Skarpa skärvor" av Patrik Oksanen. Hon har på senare år skrivit ledare för Liberala Nyhetsbyrån, Dagens Nyheter och i Sydsvenskan. Hon har också varit krönikör på kulturtidskriften Opulens och gjort en podd, PK-liberalerna, tillsammans med Heidi Avellan.  
Hon har arrangerat många kippavandringar i Malmö, för att stödja stadens judiska minoritet. För detta tilldelades hon Malmö stads pris för mänskliga rättigheter 2018.

### Familj
Nerbrand var fram till 2015 gift med författaren Johan Norberg, med vilken hon har en son och en dotter.

## Priser och utmärkelser
- 2006: Liberala skrivarpriset[5]
- 2007: Kurt Perssons journaliststipendium[5]
- 2007: Gösta Bohmanpriset[5]
- 2016: Torgny Segerstedtdiplomet
- 2018: Malmö stads pris för mänskliga rättigheter[6]